# Schietpartij in Brjansk op 7 december 2023
Op 7 december 2023 vond op een school in het Russische Brjansk een schietpartij plaats. Voordat de schutter, Alina Afanaskina, zelfmoord pleegde, werd er een student vermoord en raakten vijf anderen gewond.

## Schietpartij
Een oproep over het incident werd om 9.15 uur Moskoutijd ontvangen bij de alarmcentrale.
Afanaskina verstopte een Bekas-3-jachtgeweer van haar vader in een buis en had een mes in haar rechterschoen gestoken terwijl ze naar de school wandelde. Ze ging een biologielokaal binnen op de vierde verdieping en vuurde enkele schoten af. Twee personen overleden, onder wie de schutter, en er vielen vijf gewonden. Een van de gewonden was zwaargewond terwijl de anderen matige verwondingen hadden. Na het incident werden de overige studenten geëvacueerd.
Afanaskina had een tweelingzus die aanwezig was in het lokaal tijdens het gebeuren. De zussen arriveerden samen op school, alhoewel de onderzoekers suggereerden dat de tweelingzus misschien niets afwist van de schietpartij.

## Onderzoek
De veertienjarige Afanaskina, een gymnasiumstudente, werd geïdentificeerd als de schutter. Ze werd al gepest sinds de lagere school en had een conflict met andere studenten op de school van Brjansk.
Volgens Aleksander Khinsjtejn, een afgevaardigde van de Staatsdoema, bevonden zich onder de persoonlijke bezittingen van de schutter, die op de plaats delict werden gevonden, een rugzak, een doos met patronen en aantekeningen dat het meisje "zeker een vriend moet ontmoeten". Het onderzoek naar de schietpartij werd daarna overgenomen door Maria Lvova-Belova.
Afanaskina's vader werd gearresteerd. Hij riskeert een correctionele arbeidsstraf tot wel twee jaar, verplichte arbeid tot wel 480 uren of een gevangenisstraf tot wel twee jaar wegens overtreding van artikel 224 van het Russische wetboek van strafrecht (onzorgvuldige opslag van vuurwapens, resulterend in de dood van twee of meer personen). Hem is ook overtreding van artikel 110, aansporing tot zelfmoord, tenlastegelegd.
Op 9 december werd Larisa Katolikova, adjunct-directeur van Gymnasium nr. 5, waar de schietpartij plaatsvond, gearresteerd. Katolikova werd aangeklaagd op grond van deel 3 van artikel 293 van het wetboek van strafrecht – nalatigheid die resulteerde in de dood van twee of meer personen.  